# 20047 Davidsuzuki
20047 Davidsuzuki è un asteroide della fascia principale. Scoperto nel 1993, presenta un'orbita caratterizzata da un semiasse maggiore pari a 2,743966 UA e da un'eccentricità di 0,275015, inclinata di 10,709967° rispetto all'eclittica. Ha un diametro di 4,677	km.